# Cor-de-rosa
O rosa, ou ainda cor-de-rosa, cor de rosa, rosáceo ou rosado (e, em inglês, pink) é uma cor intermediária entre magenta e vermelho, sendo assim uma cor que tende a transicionar entre o frio e o quente. Existem, porém, muitas máscaras diferentes desta cor. Assim como cinza e violeta, a palavra rosa quando se refere a uma cor, nunca deve ser flexionada no plural: camisas rosa, paredes rosa. Em português, o nome da cor provém da semelhança com a espécie rosa de flores da família Rosaceae.

## Cor na natureza

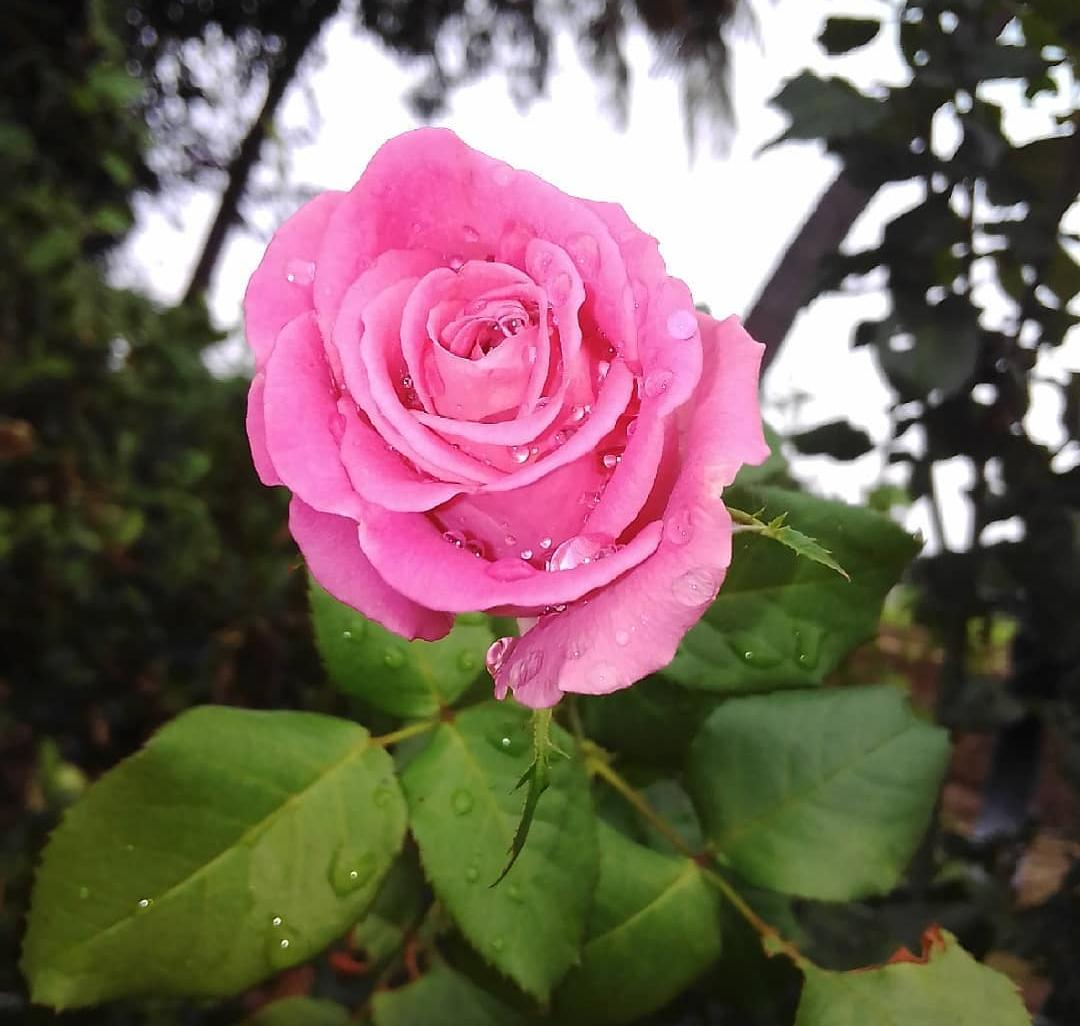
Rosa cor-de-rosa

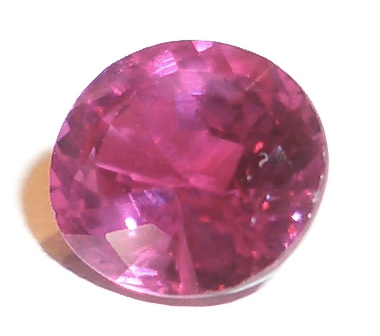
Rubi Rosa

O rubi rosa é uma pedra preciosa, variante de rubi. É encontrado em partes da África Oriental, como Tanzânia e Moçambique.

## Simbologia
É relacionada com a temática do amor e da paz, quando em tons claros, e com o atrevimento sedutor quando em tons vivos e escuros[carece de fontes?]. Na Amazônia brasileira é famosa a lenda do boto-cor-de-rosa, ser fantástico que habita os rios da Amazônia e que nas primeiras horas da noite se transforma em um homem bonito que seduz as jovens. Oferecer uma flor cor-de-rosa significa o apreço que se tem por alguém. Esta rosa também tem o significado de ausência de dupla intenção (segundas intenções) nas pessoas que as oferecem. Por isso, a pessoa que oferece este rama de flores é de fiar. Em muitos países, a cor está ligada ao casamento. Na Coreia significa confiança e no Japão é uma cor popular tanto para homens quanto para mulheres.